# Nyctimystes rueppelli
Espèce
Synonymes
- Hyla rueppelli Boettger, 1895
- Litoria rueppelli (Boettger, 1895)

Statut de conservation UICN

 VU B1ab(iii) : Vulnérable
Nyctimystes rueppelli est une espèce d'amphibiens de la famille des Pelodryadidae.

## Répartition
Cette espèce est endémique des îles Moluques en Indonésie. Elle se rencontre jusqu'à 1 200 m d'altitude dans les îles d'Halmahera et de Morotai,.

## Étymologie
Cette espèce est nommée en l'honneur d'Eduard Rüppell.

## Publication originale
- Boettger, 1895 : Liste der Reptilien und Batrachier der Insel Halmaheira nach den Sammlungen Prof. Dr. W. Kükenthal's. Zoologischer Anzeiger, vol. 18, p. 116-121, 129-138 (texte intégral).